# ドリス・トロイ
ドリス・トロイ（Doris Troy、1937年1月6日 - 2004年2月16日）は、アメリカ合衆国のR&B歌手、ソングライター。多くのファンに「ママ・ソウル」として知られている。
彼女の最大のヒット曲は「ジャスト・ワン・ルック」で、1963年のトップ10ヒットとなった。ピンク・フロイドのアルバム『狂気』(1973年）に参加した4人の女性バックコーラスの1人でもあった。

## 経歴
ニューヨーク市ブロンクス生まれ。本名はドリス・エレイン・ヒギンセン。父はバルバドス系のペンテコステ派の牧師。後に祖母の姓を名乗り、ドリス・ペイン（Doris Payne）として育つ。両親はリズム・アンド・ブルースのような「反体制的」な音楽を認めなかったため、彼女は父親の聖歌隊で歌い始めた。
16歳の時、アポロ・シアターで案内係として働き、そこでジェームス・ブラウンに見出された。ドリス・ペインの名前で作曲を始め、1960年にディー・クラークのヒット曲「How About That」で100ドルを稼いだ。
レコード業界に入ったトロイは、アトランティック・レコードでディオンヌ・ワーウィックと妹のディー・ディー・ワーウィックと並んでバックアップ・ボーカリストとして活躍した。1963年にはシシー・ヒューストン、ヒューストンの姪にあたるワーウィック姉妹と共に、スウィート・インスピレイションズのオリジナル・ラインナップの1人になった。「トロイのヘレネー」から芸名を取ってドリス・トロイと名乗り、ソロモン・バーク、ドリフターズ、ヒューストン、ディオンヌ・ワーウィックのバック・ボーカルを歌った。
彼女はドリス・ペインの名前で「ジャスト・ワン・ルック」を共作して、1962年10月、プロデューサーのバディ・ルーカスと共にデモとして10分で録音した。これを聴いたアトランティック・レコードは再録音せずに1963年にデモ録音をドリス・トロイの名義でシングル発表したところ、Billboard Hot 100で10位になった。同曲は彼女にとってアメリカでの唯一のヒットになり、ホリーズ、リンダ・ロンシュタット、アン・マレー他多くのアーティストにカバーされている。
1969年、ロンドンに移住してビートルズのアップル・レコードと契約。翌年、ジョージ・ハリスンとの共同プロデュースによるアルバム『ドリス・トロイ』をリリースした。1974年、アメリカに戻り、カジノやナイトクラブで演奏するようになった。
ソロ・キャリアがピークに達しても、彼女は様々なアーティストやバンドのバックコーラスを歌い続けた。代表例にはローリング・ストーンズの「無情の世界」（1969年）、ピンク・フロイドの『狂気』（1973年）、カーリー・サイモンの「うつろな愛」（1972年）がある。さらに彼女はハンブル・パイ、ケヴィン・エアーズ、エドガー・ブロートン、ジョージ・ハリスン、ジョニー・アリディ、ヴィヴィアン・スタンシャル、ダスティ・スプリングフィールド、ニック・ドレイク、ジュニア・キャンベルの為にも歌った。
ミュージカル『ママ、アイ・ウォント・トゥ・シング』（1983年）は彼女の人生に基づいており、ニューヨークの人気ラジオ・パーソナリティである妹ヴァイ・ヒギンセンによって制作された。スパニッシュ・ハーレムのヘクシャー劇場で1,500回にわたって上演され、彼女は母親ジェラルディンを演じた。2009年には映画化され、2012年にDVD『ママ、アイ・ウォント・トゥ・シング』としてリリースされた。
2004年、ネバダ州ラスベガスの自宅にて肺気腫により67歳で亡くなった。

## ディスコグラフィ

### スタジオ・アルバム
- 『ジャスト・ワン・ルック』 - Just One Look (1963年)[注釈 3][16][17]
- 『ドリス・トロイ』 - Doris Troy (1970年)
- Stretchin' Out (1974年)[18]

### ライブ・アルバム
- Rainbow Testament (1972年)

### コンピレーション・アルバム
- Just One Look - The Best Of Doris Troy（1994年）
- 『アイル・ドゥ・エニシング : アンソロジー1960-1996』 - I'll Do Anything - The Doris Troy Anthology 1960-1996 (2011年)